# Houses of the Holy
Houses of the Holy è il quinto album in studio del gruppo musicale britannico Led Zeppelin, pubblicato il 28 marzo 1973 dalla Atlantic Records.

## Storia
Nel 1972 la band aveva ottenuto un duraturo successo commerciale e di critica sia grazie ai loro album in studio che agli spettacoli dal vivo. Voleva ora registrare utilizzando ancora il Rolling Stones Mobile Studio poiché era stata un'esperienza piacevole per il loro album precedente. Dopo aver girato l'Australia, nell'aprile 1972 il gruppo decise di portare lo studio mobile a casa di Mick Jagger a Stargroves, una tenuta di campagna nell'Hampshire. Eddie Kramer fu incaricato come ingegnere del suono.
Alcune canzoni dell'album erano state inizialmente provate nelle sessioni precedenti, come No Quarter, che fu suonata per la prima volta durante una sessione all'Headley Grange Estate, nell'East Hampshire. Sia Jimmy Page che John Paul Jones avevano in casa degli studi di registrazione casalinghi che permisero loro di arrivare a Stargroves con composizioni e arrangiamenti già completi.
Lo studio casalingo di Page utilizzava parte dell'attrezzatura dei Pye Mobile Studios, che era stata utilizzata per registrare l'album live degli Who del 1970 Live at Leeds. Grazie al suo studio casalingo fu in grado di presentare un arrangiamento completo di The Rain Song e Over the Hills and Far Away. Nel frattempo Jones aveva sviluppato un nuovo arrangiamento di No Quarter. Una volta che il gruppo fu stabilito a Stargroves, vennero composte insieme le altre canzoni attraverso jam session. Ulteriori registrazioni ebbero luogo agli Olympic Studios a maggio e durante il tour nordamericano della band del 1972 furono condotte ulteriori sessioni di registrazione agli Electric Lady Studios di New York.  Alcune canzoni registrate durante queste varie sessioni non furono incluse poi nell'album ma negli album successivi. Una serie di cover rock 'n' roll, comprese le canzoni apparse sulla Elvis' Golden Records di Elvis Presley furono registrate agli Electric Lady Studios ma rimasero inedite.
Il brano Houses of the Holy che dà il titolo all'album fu registrato nel maggio 1972 agli Olympic Studios ma venne escluso a causa della sua somiglianza con altri brani come "Dancing Days" che furono ritenuti migliori; fu poi inserito nell'album successivo, Physical Graffiti.

## Copertina
La grafica di copertina fu ancora una volta senza alcun richiamo al gruppo o al titolo dell'album (anche se questa volta la casa editrice era riuscita ad ottenere delle fascette esplicative da applicare esternamente).

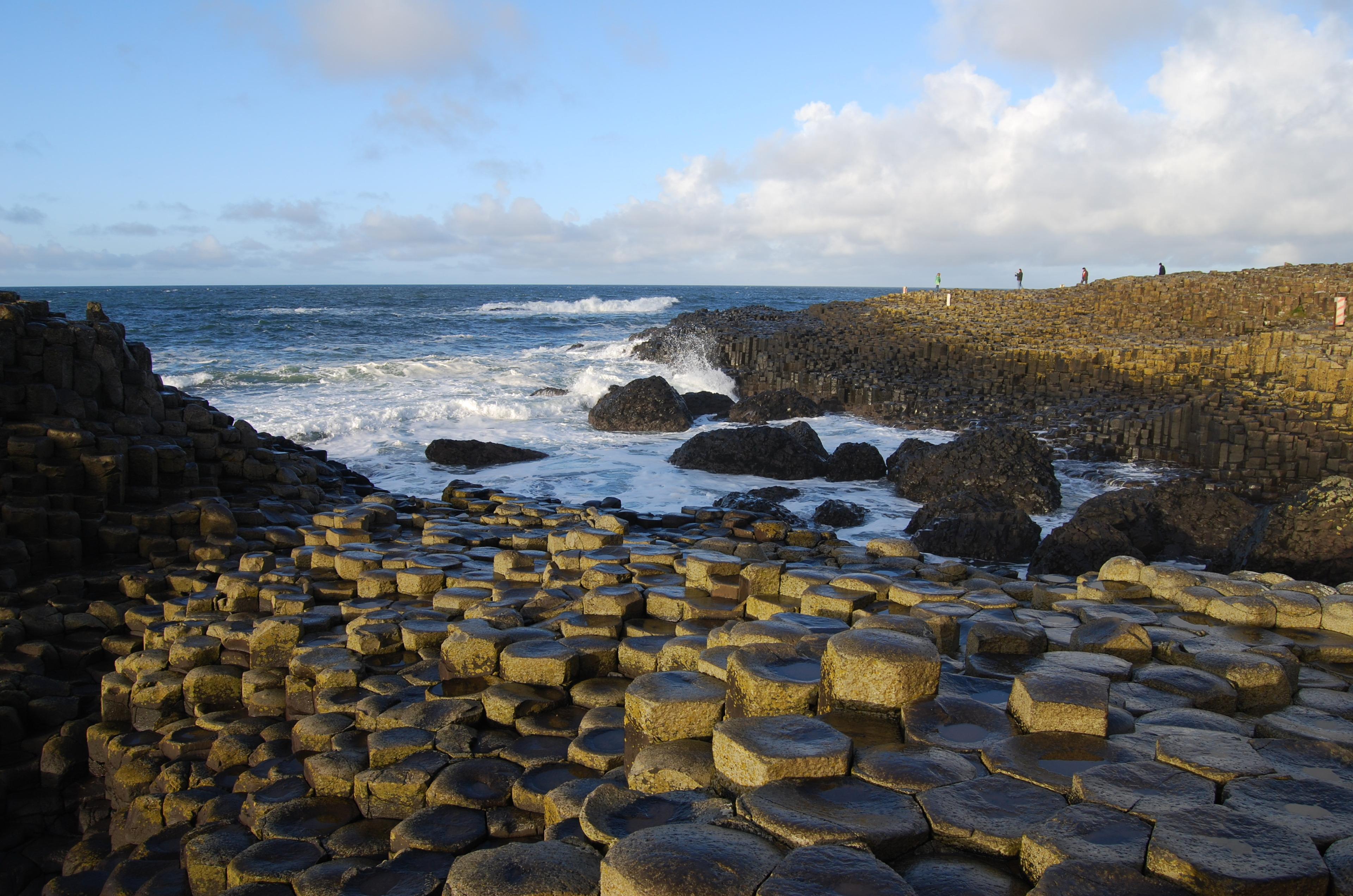
Selciato del gigante, in Irlanda del Nord

La copertina dell'album è ispirata al romanzo Le guide del tramonto (Childhood's End, 1952) di Arthur Charles Clarke. Fu scelto lo studio Hipgnosis (celebre per le copertine dei Pink Floyd realizzate da Storm Thorgerson). Il grafico Aubrey Powell mise insieme un fotomontaggio immortalando su pellicola due bambini tra le pietre del Selciato del gigante in Irlanda del Nord. Poi passò il tutto all'aerografo, moltiplicando il numero dei soggetti sulla copertina: 6 sul fronte, 5 sul retro.

## Accoglienza
| Recensione                        | Giudizio      |
| --------------------------------- | ------------- |
| AllMusic                          | [ 1 ]         |
| Robert Christgau                  | A-            |
| The New Rolling Stone Album Guide | [ 16 ]        |
| Sputnikmusic                      | 5.0 (Classic) |
| Piero Scaruffi                    | [ 18 ]        |
| Ondarock                          | [ 19 ]        |
| Dizionario del Pop-Rock           | [ 20 ]        |
| 24.000 dischi                     | [ 21 ]        |
| Discogs                           | [ 22 ]        |
| Storia della musica               | [ 23 ]        |
| Pitchfork                         | [ 24 ]        |

L'album raggiunge la prima posizione per due settimane nella Billboard 200 statunitense e nella Official Albums Chart britannica, in Australia per tre settimane ed in Canada, la terza in Giappone, Francia, Austria ed Olanda, la quarta in Norvegia, l'ottava in Germania e la nona in Spagna.
Nonostante la risposta della critica fosse contrastante, l'abum fu un successo commerciale, ricevendo in seguito la certificazione Diamond dalla Recording Industry Association of America (RIAA) nel 1999 per almeno 10 milioni di copie vendute negli Stati Uniti.
Nel 2020 la rivista statunitense Rolling Stone lo ha collocato alla posizione 148 nella lista dei 500 migliori album di tutti i tempi.

## Tracce
Lato A
1. The Song Remains the Same – 5:30 (Jimmy Page, Robert Plant)
2. The Rain Song – 7:38 (Jimmy Page, Robert Plant)
3. Over the Hills and Far Away – 4:49 (Jimmy Page, Robert Plant)
4. The Crunge – 3:17 (Jimmy Page, Robert Plant, John Bonham, John Paul Jones)

Lato B
1. Dancing Days – 3:43 (Jimmy Page, Robert Plant)
2. D'yer Mak'er – 4:22 (Jimmy Page, Robert Plant, John Bonham, John Paul Jones)
3. No Quarter – 7:00 (Jimmy Page, Robert Plant, John Paul Jones)
4. The Ocean – 4:31 (Jimmy Page, Robert Plant, John Bonham, John Paul Jones)

## Formazione
- Jimmy Page – chitarra acustica, elettrica, steel, cori
- Robert Plant – voce, armonica a bocca
- John Paul Jones – organo, basso, cori
- John Bonham – batteria, cori

## Classifiche
| Classifica (2021) | Posizione massima |
| ----------------- | ----------------- |
| Grecia            | 14                |